# Чувак (фильм)
«Чувак» (англ. Dude) — американский комедийно-драматический фильм 2018 года с Люси Хейл, Кэтрин Прескотт, Александрой Шипп и Аквафиной в главных ролях. Режиссёром и сценаристом фильма выступила Оливия Милч, для которой этот фильм стал режиссёрским дебютом. Фильм вышел на Netflix 20 апреля («4/20»).

## Сюжет
Лили, Хлоя, Амелия и Ребекка давние подруги. Они учатся в предпоследнем классе старшей школы. Лили влюблена в брата Хлои Томаса, который старше их на один год. Томас неожиданно погибает в автокатастрофе сразу же после своего выпускного.
Проходит год. Девочки готовятся к своему выпускному. Лили занимается его организацией. Она страдает некоторым перфекционизмом и взваливает на себя много работы. Директор по этому поводу делает ей замечание, объясняя, что она не должна всё делать сама и должна позволять другим помогать ей. При этом подруги не ищут себе пару на выпускной и планируют просто прийти вместе, хотя некоторые мальчики их приглашают. Периодически девушки посещают различные домашние вечеринки, которые организуют их одноклассники в честь окончания школы.
Поначалу планировалось, что Лили и Хлоя после школы будут поступать в один и тот же университет на Восточном побережье, чтобы учиться вместе. Однако из Нью-Йорка Хлое долго не приходит ответ, и она решает, что могла бы лучше поступить в университет в Санта-Барбаре, чтобы остаться поближе к дому. На этой почве у подруг начинается конфликт. К тому же выясняется, что собрание будущих первокурсников в Университете Санта-Барбары запланировано на один день с выпускным вечером, а значит Хлоя на него не придёт.
Хлоя, которая уже было отправилась в Санта-Барбару, всё же передумывает и отправляется на выпускной. Там подруги примиряются. На вручении аттестатов Лили произносит торжественную речь.

## В ролях
- Люси Хейл — Лили
- Кэтрин Прескотт — Хлоя
- Александра Шипп — Амелия
- Аквафина — Ребекка
- Алекс Вулфф — Ноа
- Брук Смит — Лоррэйн
- Джерри Маккиннон — Сэм
- Ронен Рубинштейн — Майк
- Сатья Баба — Иммануил Бемис
- Сидни Лукас — Оливия
- Нора Данн — Роза
- Иэн Гомес — Джерри
- Колтон Данн — офицер Хиггинс
- Остин Абрамс — Джеймс
- Остин Батлер — Томас

## Производство
Сценарий фильма был написан Оливией Милч. В 2013 году он был включён в «Чёрный список лучших сценариев». 2 ноября 2015 года стало известно, что Оливия Милч будет снимать фильм по своему сценарию сама и это будет её режиссёрским дебютом. На главную роль была выбрана Люси Хейл. Съёмки фильма начались в конце ноября 2015 года в Лос-Анджелесе. В мае 2017 года стало известно, что права на распространение фильма приобрела компания Netflix. На сервисе фильм стал доступен 20 апреля 2018 года.

## Рецензии
Фильм получил смешанные отзывы. В The Daily Dot отметили, что хотя фильм и преподносится как Stoner film, он представляет собой нечто большее и в нём присутствует и драматическая сторона (Stoner film — это поджанр комедийного фильма, где большой упор делается на употреблении марихуаны). Издание похвалило режиссёра за попытку сделать сложный фильм, но при этом отметило, что чувствуется, что у режиссёра мало опыта. Также не все главные героини хорошо прописаны и имеют внятные предыстории. В The Daily Dot фильм оценили на 2,5/5. В IndieWire отметили звёздный актёрский состав из уже известных и восходящих звёзд. Издание оценило фильм на «B-». Гленн Кенни из The New York Times посетовал, что старшеклассниц играют взрослые актрисы, что влияет на восприятие. Он также отметил, что фильм становится увлекательным постепенно, когда находит свой фокус и начинает концентрироваться на персонаже Лили.